# Mannens
Mannens (Manin  en patois fribourgeois) est une localité et une ancienne commune suisse du canton de Fribourg, située dans le district de la Broye.

## Histoire
Le village de Mannens est situé en bordure de la route cantonale Fribourg-Payerne et fit partie de la seigneurie de Montagny, acquise par Fribourg en 1478, et fut intégré dans le bailliage de Montagny de 1478 à 1798, puis dans les districts de Payerne de 1798 à 1803, de Montagny de 1803 à 1830, de Dompierre de 1831 à 1848 et de la Broye dès 1848. La localité relevait de la paroisse de Tours-Montagny, avant d'être érigé en paroisse en 1874.
En 1831, Mannens fusionne avec sa voisine de Grandsivaz pour former la commune de Mannens-Grandsivaz qui s'appela Mannens jusqu'en 1953. Celle-ci va à son tour fusionner en 2004 avec les anciennes communes de Montagny-la-Ville et Montagny-les-Monts pour former la nouvelle commune de Montagny.

## Patrimoine bâti
L'église du Sacré-Cœur, bâtie entre 1875 et 1879 à l'emplacement de l'ancienne chapelle Saint-Antoine qui fut consacrée en 1697, agrandie au XVIIIe siècle et démolie en 1875.

## Toponymie
1184 : Magnens